# Estadi 4 d'Agost de 1983
L'Estadi 4 d'Agost de 1983 o Stade du 4 Août 1983 és un estadi esportiu de la ciutat d'Ouagadougou, a Burkina Faso.
Va ser inaugurat l'any 1984. És utilitzat per la pràctica del futbol i l'atletisme. Pel que fa al futbol és la seu dels clubs Étoile Filante de Ouagadougou i Salimata et Taséré FC. La seva capacitat és per a 60.000 espectadors.
Va ser seu de la Copa d'Àfrica de Nacions 1998.